# Българско училище в Сао Пауло
Българското училище в Сао Паоло (на португалски: Escola Búlgara em São Paulo) е училище на българската общност в град Сао Пауло, Бразилия. Създадено е през 2009 г. и е първото българско училище в Бразилия и Южна Америка. През учебната 2022 – 2023 г. в него се обучават над 100 ученика. Директор на училището е Михаил Кръстанов, който живее в Бразилия от 2002 г.
Към училището има библиотеката, в която се съхраняват 500 книги на български език.

## История
Основано е на 3 март 2009 г. като курс по български език, с цел – обучение по български език на българи от различни емигрантски вълни, на бесарабски българи, както и на българчета, деца на смесени бракове от всички щати на Бразилия и Южна Америка. Започва с десетина деца. През 2011 г. е става училище за ученици на ученическа възраст. Изучаваните дисциплини са по адаптираните учебни програми на Министерството на образованието и науката на България по български език и литература, история и география на България.
През учебната 2015 – 2016 г. в училището се обучават 44 ученици, включително дистанционно и с консултации.
Първоначално училището се подпомага от националната програма „Роден език и култура зад граница“, а от 2016 г. – по ПМС № 90. От 2015 г. учебните занятия се провеждат в сградата на българското консулство в Сао Пауло, където се помещава и единствената българска библиотека в Бразилия, с богата селекция на български класици и съвременни автори. Една от проявите, която се превръща в емблема за училището, е инициативата „Розите на България“, започната от МОН през 2018 г.